# Nederlandse kampioenschappen zwemmen 1954

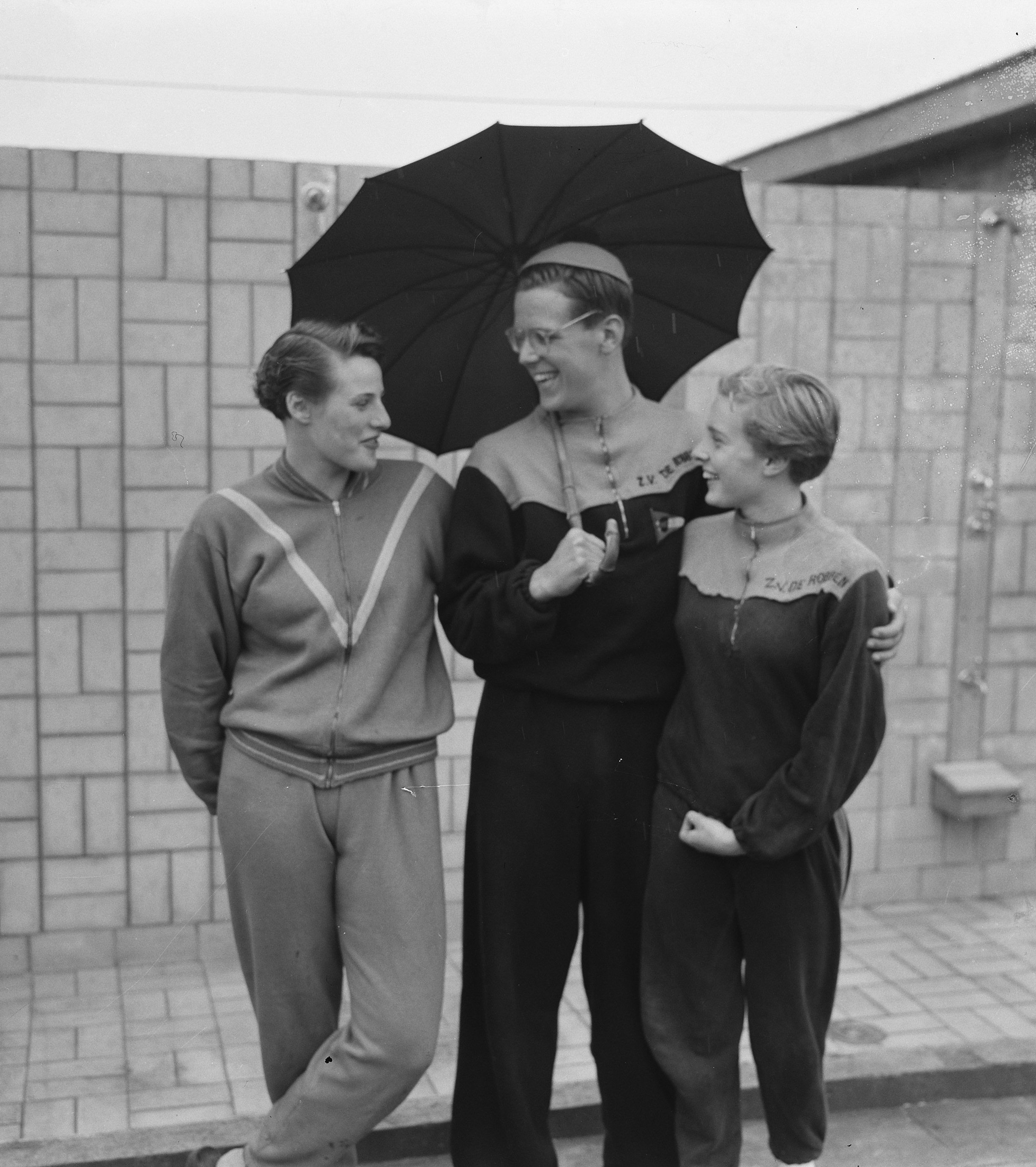
Geertje Wielema, Herman Willemse en Mary Kok tijdens deze kampioenschappen

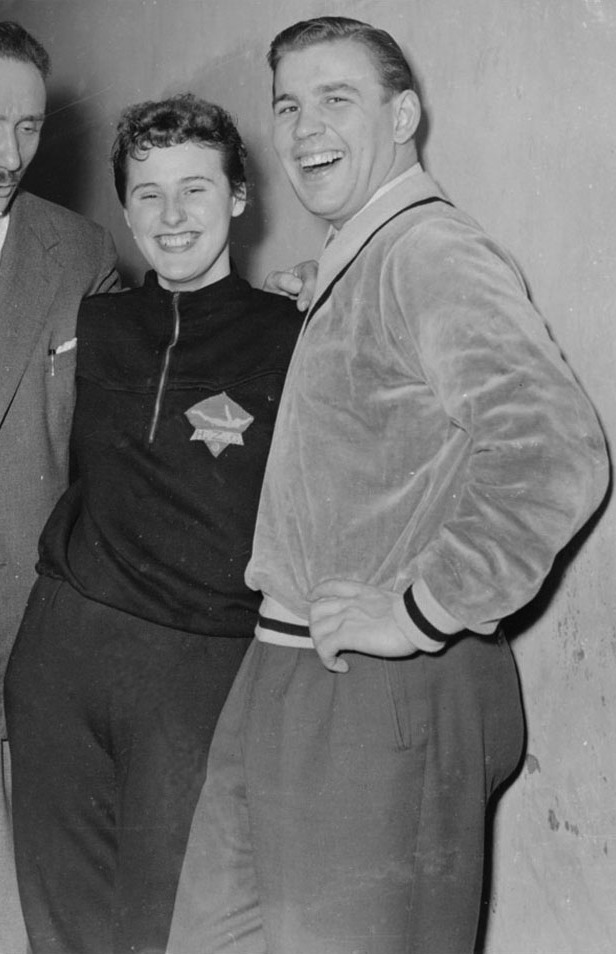
De zwemmers Geertje Wielema en Wim de Vreng poseren lachend in januari 1954

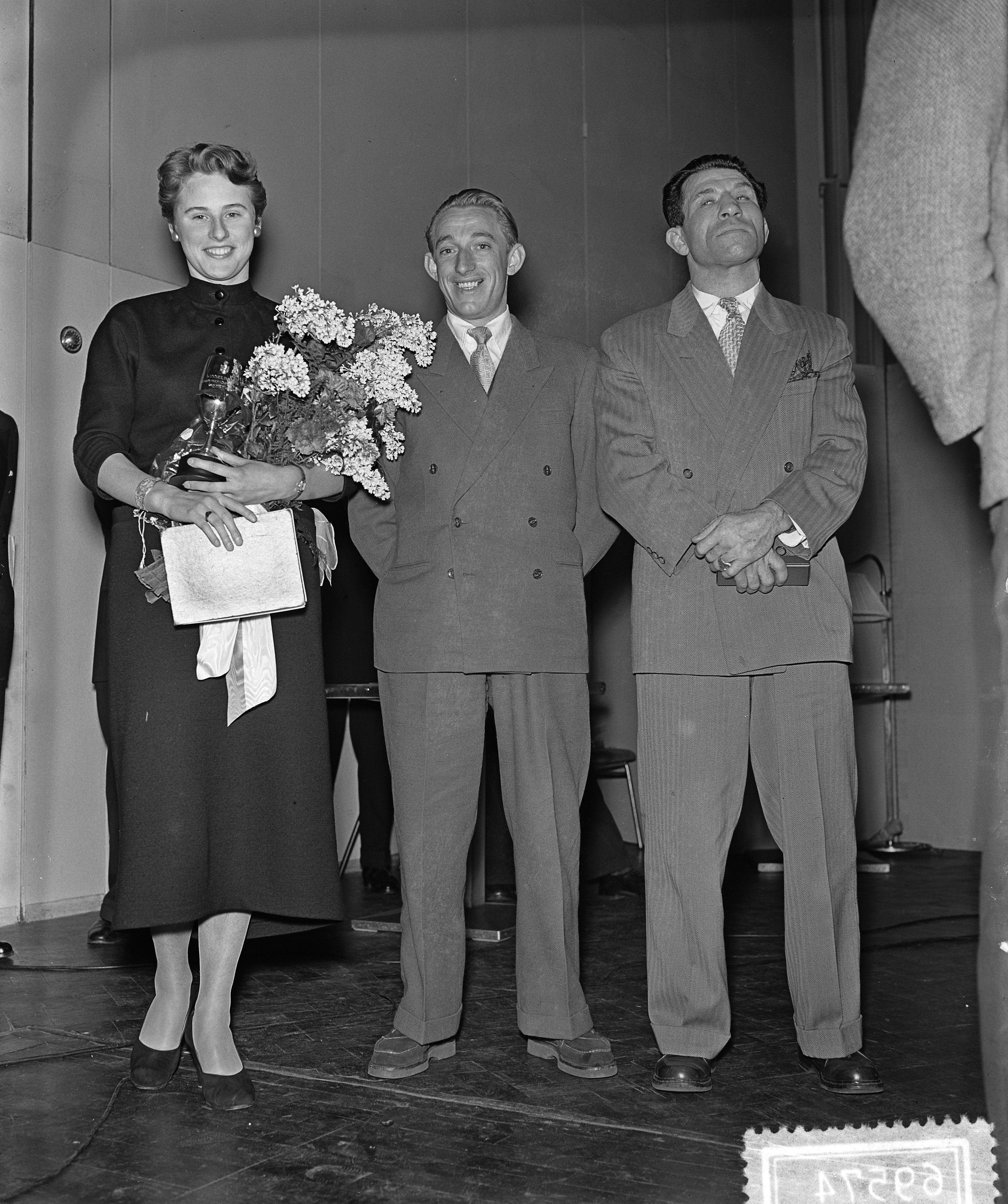
Geertje Wielema werd, als eerste vrouw, verkozen tot Sporter van het jaar 1954

De Nederlandse kampioenschappen zwemmen 1954 werden gehouden op 6, 7 en 8 augustus 1954 in Enschede, Nederland. De 1500 meter vrije slag werd een week eerder in het water van de Kromme Rijn in Utrecht gezwommen.
Drievoudig nationaal recordhouder Wim de Vreng was vooraf favoriet, maar hij werd op alle afstanden verslagen door jonge talenten. Schoolslagzwemmer Daan Buijze was niet in de gelegenheid zijn titel te verdedigen; Hans Muller nam die over.
Nieuw dit kampioenschap was de eenmeterplank bij het schoonspringen, zowel bij de mannen als de vrouwen.

## Zwemmen

### Mannen
| Afstand:           | Goud:                                                                            | Tijd    | Zilver:                             | Tijd    | Brons:                      | Tijd    |
| 100 m vrije slag   | Herman Willemse De Robben                                                        | 59,6    | Wim de Vreng AZ '70                 | 59,8    | Joris Tjebbes HPC Heemstede | 1.00,3  |
| 400 m vrije slag   | Jaap de Jong LZO                                                                 | 4.59,2  | Wim de Vreng AZ '70                 | 5.03,0  | Arnd Käyser De Robben       | 5.04,2  |
| 1500 m vrije slag  | Herman Willemse De Robben                                                        | 20.08,7 | Jaap de Jong LZO                    | 20.30,0 | Arnd Käyser De Robben       | 20.36,4 |
| 100 m rugslag      | Gerrit Korteweg AZC Apeldoorn                                                    | 1.09,8  | Peter Swijghuisen Reigersberg Het Y | 1.10,5  | Jitse van der Veen LZO      | 1.11,0  |
| 200 m schoolslag   | Peter Bekkering De Sleutelstad                                                   | 2.46,9  | Wim van Zijl De Sleutelstad         | 2.51,3  | Ton Jaspers NZC             | 2.52,5  |
| 200 m vlinderslag  | Hans Muller De Dolfijn                                                           | 2.50,1  | Geert Jan van Rooij Aegir           | 2.56,4  | A. de Vries HPC             | 3.03,6  |
| 4x100 m wisselslag | Het Y Peter Swijghuisen Reigersberg Dhr. van der Kerff Cor Wiering Dhr. Dikstaal | 4.50,7  | Neptunus                            | 5.01,2  | LZO                         | 5.02,9  |
| 4x200 m vrije slag | De Robben Herman Willemse Arnd Käyser Harry Lamme Kees de Wit                    | 9.37,6  | HPC Heemstede                       | 9.44,6  | LZO                         | 9.55,6  |

### Vrouwen
| Afstand:           | Goud:                                                          | Tijd    | Zilver:              | Tijd    | Brons:                            | Tijd    |
| 100 m vrije slag   | Geertje Wielema HZC                                            | 1.07,2  | Hetty Balkenende ZAR | 1.09,9  | Loes Zandvliet Leidse Golfbrekers | 1.10,0  |
| 400 m vrije slag   | Tine van Brenk De Robben                                       | 5.28,3  | Mary Kok De Robben   | 5.28,4  | Hetty Balkenende ZAR              | 5.31,9  |
| 1500 m vrije slag  | Mary Kok De Robben                                             | 21.24,0 | Jopie van Alphen RDZ | 22.10,0 | Lenie de Nijs De Robben           | 22.42,2 |
| 100 m rugslag      | Geertje Wielema HZC                                            | 1.15,5  | Joke de Korte ODZ    | 1.16,0  | Dicky van Ekris De Robben         | 1.18,4  |
| 200 m schoolslag   | Rika Bruins GZ&PC                                              | 2.59,6  | Nel van Opstal Surae | 3.06,1  | Jenny Welling HZC                 | 3.06,3  |
| 100 m vlinderslag  | Nel Garritsen RDZ                                              | 1.23,0  | Corrie Plak DZV      | 1.24,1  | Mary Kok De Robben                | 1.26,1  |
| 4x100 m wisselslag | RDZ Jopie van Alphen Nel Garritsen Corrie Homs Els Steehouwer  | 5.23,9  | De Robben Mary Kok   | 5.31,1  | DAW                               | ?       |
| 4x100 m vrije slag | HZC Hanny Schuitema Greetje Kraan Emmy Wielema Geertje Wielema | 4.48,1  | RDZ                  | 4.56,8  | De Robben Mary Kok                | 5.01,6  |

## Schoonspringen

### Mannen
| Onderdeel: | Goud:               | Score  | Zilver:                              | Score | Brons:                 | Score |
| 1 m plank  | Wim Kuitert Simaika | 67,83  | Henk de Haas Springclub Joop Stotijn | 67,77 | H. Christenhusz OZ&PC  | 66,26 |
| 3 m plank  | Jan van Moll Salto  | 119,07 | Henk de Haas Springclub Joop Stotijn | 99,80 | Fred Gnodde Icarus-RZC | 97,90 |

### Vrouwen
| Onderdeel: | Goud:                      | Score  | Zilver:                                             | Score | Brons:                | Score |
| 1 m plank  | Jo Dols-Wolters Icarus-ODZ | 63,85  | Annette Vlothuizen-Foursoff Springclub Joop Stotijn | 61,92 | Annie Tenkink Simaika | 61,76 |
| 3 m plank  | Els van den Horn Het Y     | 133,78 | Jo Dols-Wolters Icarus-ODZ                          | 94,88 | Annie Tenkink Simaika | 94,82 |

Langebaan (50 meter):

1920 ·
1921 ·
1922 ·
1923 ·
1924 ·
1925 ·
1926 ·
1927 ·
1928 ·
1929 ·
1930 ·
1931 ·
1932 ·
1933 ·
1934 ·
1935 ·
1936 ·
1937 ·
1938 ·
1939 ·
1940 ·
1941 ·
1942 ·
1943 ·
1944 ·
1945 ·
1946 ·
1947 ·
1948 ·
1949 ·
1950 ·
1951 ·
1952 ·
1953 ·
1954 ·
1955 ·
1956 ·
1957 ·
1958 ·
1959 ·
1960 ·
1961 ·
1962 ·
1963 ·
1964 ·
1965 ·
1966 ·
1967 ·
1968 ·
1969 ·
1970 ·
1971 ·
1972 ·
1973 ·
1974 ·
1975 ·
1976 ·
1977 ·
1978 ·
1979 ·
1980 ·
1981 ·
1982 ·
1983 ·
1984 ·
1985 ·
1986 ·
1987 ·
1988 ·
1989 ·
1990 ·
1991 ·
1992 ·
1993 ·
1994 ·
1995 ·
1996 ·
1997 ·
1998 ·
Amersfoort 1999 ·
Drachten 2000 ·
Eindhoven 2001 ·
Amersfoort 2002 ·
Amsterdam 2003 ·
Amsterdam 2004 ·
Amsterdam 2005 ·
Eindhoven 2006 ·
Amsterdam 2007 ·
Eindhoven 2008 ·
Eindhoven 2009 ·
Eindhoven 2010 ·
Eindhoven juni 2011 ·
Eindhoven december 2011 ·
Amsterdam 2012 ·
Eindhoven 2013 ·
Eindhoven 2014 ·
Eindhoven 2015 ·
Eindhoven 2016 ·
Eindhoven 2017 ·
Amersfoort 2018 ·
Amersfoort 2019 ·
2020 ·
2021 ·
Amersfoort 2022 ·
Amersfoort 2023 ·
Amersfoort 2024

Kortebaan (25 meter):

1980 ·
1981 ·
1982 ·
1983 ·
1984 ·
1985 ·
1986 ·
1987 ·
1988 ·
1989 ·
1990 ·
1991 ·
1992 ·
1993 ·
1994 ·
1995 ·
1996 ·
1997 ·
's-Hertogenbosch 1998 ·
Nieuwegein 1999 ·
Nieuwegein 2000 ·
Alphen aan den Rijn 2001 ·
Eindhoven 2002 ·
Drachten 2004 ·
Amsterdam 2005 ·
Drachten 2006 ·
Amsterdam 2007 ·
Amsterdam 2008 ·
Amsterdam 2009 ·
Amsterdam 2010 ·
Amsterdam 2012 ·
Dordrecht 2013 ·
Tilburg 2014 ·
Tilburg 2015 ·
Hoofddorp 2016 ·
Hoofddorp 2017 ·
Tilburg 2018 ·
Tilburg 2019 ·
2020 ·
Den Haag 2021 ·
Den Haag 2022 ·
Den Haag 2023